# Igreja Evangélica de Lesoto na África Austral
A Igreja Evangélica do Lesoto na África Austral (IELAA) - em sesoto Kereke e a Evangeli Lesotho e Boroa ho Afrika - é uma denominação reformada continenta em Lesoto. Foi formada a partir do trabalho missionário da Sociedade Missionária de Paris, da Igreja Reformada Francesa, instalada no país em 1833. É, assim, a maior e mais antigas denominações protestantes do país.

## História

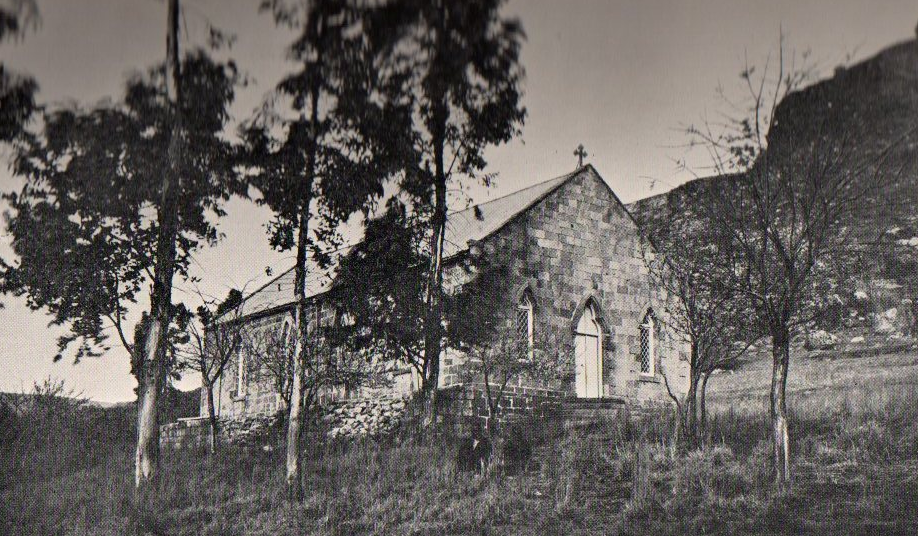
Igreja em Lesoto, 1913.

Em 1833, a Sociedade Missionária de Paris iniciou seu trabalho em Lesoto.
Os primeiros missionários enviados para o país foram Eugene Casalis, Thomas Arbousset e Constant Gosselin.
A missão obteve apoio e permissão da da família real para trabalhar no país. 
Consequentemente, expandiu-se rapidamente.
Desde o início, os missionários da Sociedade Missionária de Paris trabalharam em estreita cooperação em diferentes campos com os ministros da Igreja Reformada Neerlandesa (NGK). Houve tensão após a Grande Jornada de 1838 (colonos brancos migrando para o norte) em relação à fronteira e expansão do território da Soberania do Rio Orange (mais tarde República do Estado Livre de Orange) e do reino de Moshoeshoe. Várias guerras foram travadas por volta das décadas de 1850 e 1860.
Por um lado, os ministros e os sínodos da Igreja Reformada Neerlandesa (NGK) cooperaram estreitamente com os missionários franceses, até mesmo contribuindo financeiramente para apoiar seu trabalho.
No período de guerra, os missionários foram expulsos de Lesoto, só retornando ao fim da década de 1860. 
Nestes anos, as igrejas da missão francesa expandiram-se para além do território do país, espalhando-se pelo que futuramente seria a África do Sul, bem como em Zâmbia.
1964 a denominação tornou-se autônoma e adotou o nome Igreja Evangélica de Lesoto. 
Em 2012, a denominação mudou de nome para Igreja Evangélica do Lesoto na África Austral, visto o fato de ter se expandido para além das fronteiras do país de origem.

## Doutrina
A denominação permite a ordenação de mulheres desde a década de 1980. Além disso, subscreve o Credo dos Apóstolos e o Catecismo de Heidelberg.

## Relações intereclesiásticas
A denominação é parte do  Conselho Mundial de Igrejas, da Comunhão Mundial das Igrejas Reformadas, da Conferência de Igrejas de Toda a África e do Conselho Cristão do Lesoto.